# 제17회 대종상
제17회 대종상은 1978년에 열린 시상식이다.

## 수상 및 후보

### 최우수작품상
- 경찰관 - 합동영화 수상

### 감독상
- 족보 - 임권택 수상

### 시나리오상
- 사랑의 뿌리 - 김용진 수상

### 남우주연상
- 족보 - 하명중 수상

### 여우주연상
- 과부 - 고은아 수상

### 남우조연상
- 세종대왕 - 최불암 수상

### 여우조연상
- 경찰관 - 문정숙 수상

### 촬영상
- 과부 - 정일성 수상

### 편집상
- 호국 팔만대장경 - 이경자 수상

### 조명상
- 망명의 늪 - 차정남 수상

### 음악상
- 망명의 늪 - 강석희 수상

### 미술상
- 호국 팔만대장경 - 조경환 수상

### 녹음상
- 과부 - 손인호 수상

### 신인상
- 제갈맹순이 - 김보연 수상
- 경찰관 - 한지일 (한소룡) 수상

### 우수반공영화상영상
- 슬픔은 저 별들에게도 - 삼영필름 수상

### 우수작품상
- 족보 - 화천공사 수상

### 우수문화영화상
- 중앙영화사 수상

### 특별상
- 율곡과 신사임당 - 우진필름 수상
- 슬픔은 저 별들에게도 - 강경완 수상